# 山内尼
山内尼（やまのうちのあま、生没年未詳）は、平安時代末期の女性。山内首藤俊通の妻。山内首藤経俊の母。源頼朝の乳母。

## 生涯
山内首藤氏は代々河内源氏の家人であり、祖である首藤資通は源為義（頼朝の祖父）の乳母父を務めた。山内尼は為義の孫頼朝の乳母を務める。夫俊通と子の俊綱は平治の乱で源義朝の陣に従って討ち死にしている。

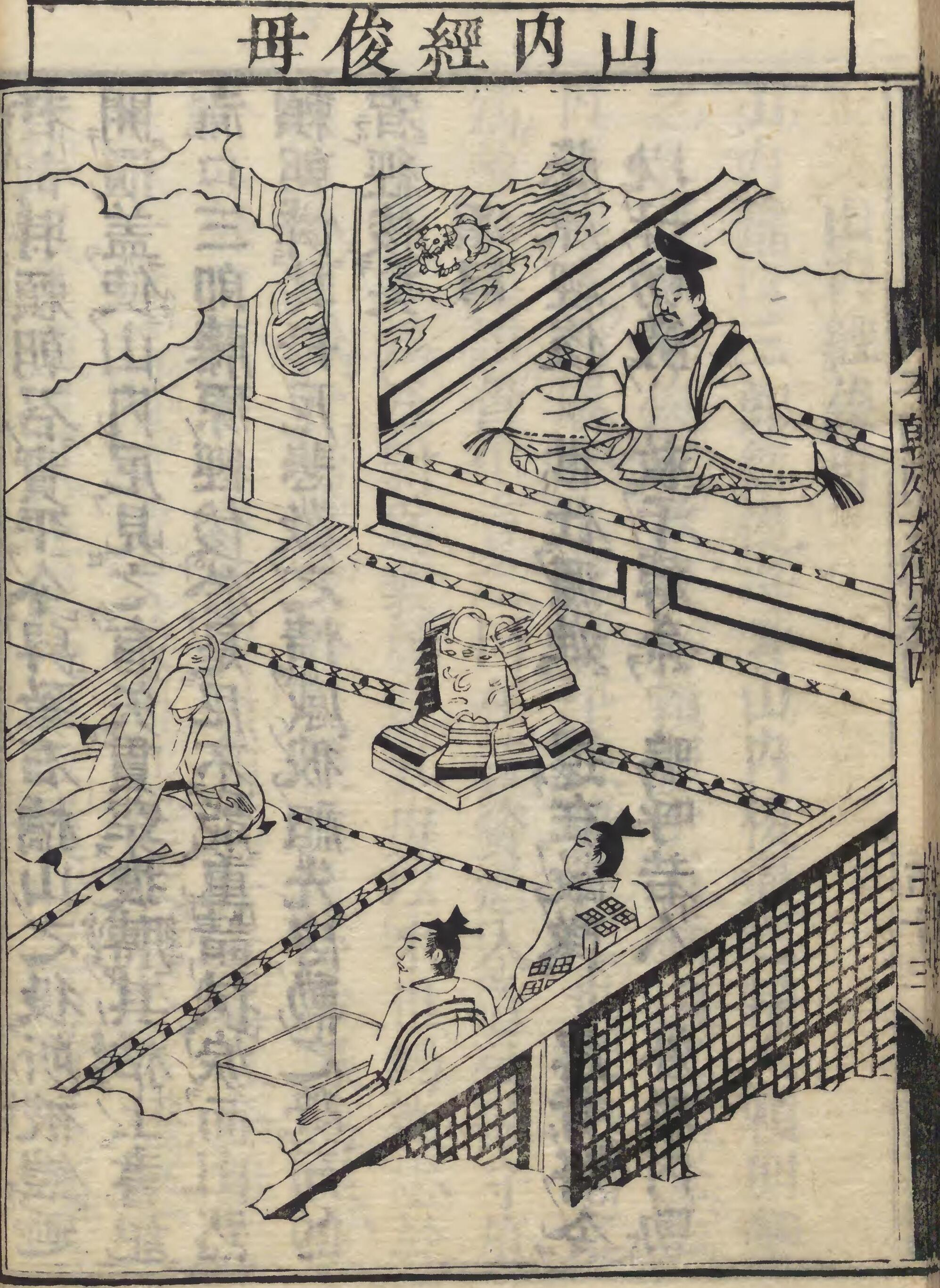
源頼朝（右）と山内尼（左）

治承4年（1180年）8月、頼朝はかつて源氏に従った坂東武士に呼びかけて挙兵するが、山内尼の子の経俊は頼朝への参向を拒否した上暴言を吐き、石橋山の戦いで平家方に付いて頼朝に直接矢を向けた。頼朝軍に敗れた経俊は10月23日に捕らえられて土肥実平に預けられ、斬罪に処せられることが内々に定められた。11月26日、山内尼は鎌倉の頼朝の元を訪れ、代々源氏の家人であった山内家の父祖の功を訴えて経俊の助命を求めた。頼朝は黙って矢の刺さった鎧を取り出し、矢に経俊の名が記されていることを読み聞かせると、尼は涙ながらに引き下がったが、結局老母の悲歎を汲んで経俊は助命され、御家人として頼朝に臣従することが許された。
なお、『吾妻鏡』養和元年（1181年）閏2月7日条に、武衛（源頼朝）誕生時に乳付に召された若い女性で、摩々と称される尼が相模国早河庄に住んでおり、頼朝が憐れんで屋敷・田畑をそれまで通りとするよう地頭に命じたこと、同養和元年（1181年）11月29日、早河庄の所領の年貢を全て免除されたことが記されており、この摩々尼は山内尼と同一と見られているが、乳付をした若い女性の「摩々」は、義朝乳母の摩々局のこととする見方もある。